# Koknese
Koknese (în germană Kokenhusen) este un oraș în Letonia, Koknese este centrul Municipiului Koknese din 2009. Este situat pe malul drept al râului Daugava. 
Koknese a fost capitala Principatului Koknese (1180-1206). Obține drepuri orǎșenești la 13 iulie 1277. De-a lungul secolului al XIV-lea orașul a înflorit ca parte a Ligii Hanseatice, a fost una din reședințele Arhiepiscopului de Riga. În secolul al XVII-lea îsi pierde din importanțǎ pierzînd-uși și dreptul de oraș.